# Pat Cummins
Patrick James Cummins (bekannt als Pat Cummins; * 8. Mai 1993 in Westmead, Australien) ist ein australischer Cricketspieler, der seit 2011 für die australische Nationalmannschaft spielt.

## Kindheit und Ausbildung
Im Alter von vier Jahren verlor er bei einem Unfall die Fingerspitze seiner Bowlinghand. Er besuchte die St Paul’s Grammar School in Sydney. Cummins absolvierte ein Wirtschaftsstudium und fokussierte sich dort auf Marketing.

## Aktive Karriere

### Anfänge in der Nationalmannschaft
Nachdem Cummins ins einer ersten Saison bei der Twenty20 Big Bash 2010/11 für New South Wales herausstach, fiel er den Selektoren auf. Doch verletzte er sich am Rücken, was ihm zunächst den Weg ins australische A-Team verbaute. Dennoch erhielt er im Sommer einen zentralen Vertrag mit dem australischen Verband. Er gab dann sein Debüt in der Nationalmannschaft bei der Tour in Südafrika im November 2011. Im ersten Twenty20 erreichte er 3 wickets für 25 Runs, im ersten ODI 3 Wickets für 28 Runs. Bei seinem ersten Test gelangen ihm dann 6 Wickets für 79 Runs und er wurde als Spieler des Spiels ausgezeichnet. Jedoch zog er sich eine Fußverletzung zu und verpasste so weitere Spiele in der Saison. Er kehrte dann für die Tour in England im Sommer 2012, musste jedoch auch diese verletzt abbrechen. In der Twenty20-Serie gegen Pakistan im September erreichte er 3 Wickets für 15 Runs und wurde dann für die ICC World Twenty20 2012 in Sri Lanka nominiert. Dabei gelangen ihm gegen Indien (2/16) und bei der Halbfinalniederlage gegen die West Indies (2/36) jeweils zwei Wickets. Er spielte dann für die Sydney Sixers in der Champions League Twenty20 2012, kam jedoch mit einem verletzten Rücken zurück. Daraufhin wurde er vom australischen Verband zur Evaluation seiner Technik ins Australian Institute of Sport geschickt. Es sollte neun Monate dauern, bis er sein nächstes Spiel bestreiten konnte. Er sollte dann wieder an die Nationalmannschaft herangeführt werden, doch brach seine Rückenverletzung wieder auf und er musste wieder lange Zeit aussetzen.
Er spielte dann für die Perth Scorchers in der Big Bash League 2013/14. Im November 2014 kehrte er dann auch in die Nationalmannschaft zurück und erzielte gegen Südafrika 3 Wickets für 54 Runs in den ODIs. Er war dann Teil des australischen Teams beim Cricket World Cup 2015 und konnte dort gegen Schottland 3 Wickets für 42 Runs erreichen. Australien gelang in dem Turnier dann der Gewinn der Weltmeisterschaft. Im September reiste er mit dem Team nach England und konnte dort in der ODI-Serie zwei Mal vier Wickets (4/56 und 4/49) erreichen. Doch zog er sich erneut eine Stressfraktur im Rücken zu und war somit abermals für lange Zeit nicht einsetzbar. Im Dezember 2016 kam er dann wieder ins Nationalteam zurück und erreichte dort 4 Wickets für 41 Runs gegen Neuseeland. Auch gegen Pakistan konnte er im Januar mit 3 Wickets für 33 Runs herausstechen. Im März 2017 kehrte er dann auch in Indien wieder ins Test-Team zurück und konnte dort ein Mal vier (4/106) und ein Mal drei (3/94) Wickets erreichen.

### Wichtiger Test-Bowler für Australien
Bei der ICC Champions Trophy 2017 konnte er nicht herausragen. In der Test-Serie in Bangladesch im August erreichte er 3 Wickets für 63 Runs. Doch mit einer erneuten Rückenverletzung musste er abermals pausieren. Im November kam England für die Ashes nach Australien. Hier erzielte er im ersten Test drei (3/85) und im vierten Test vier (4/177) Wickets, bevor ihm im fünften Test in beiden Innings jeweils vier Wickets (4/80 und 4/39) gelangen. Für letzteres wurde er als Spieler des Spiels ausgezeichnet. Auch in der ODI-Serie wurde er mit 4 Wickets für 24 Runs im vierten Spiel ausgezeichnet. Im März 2018 erreichte er im zweiten Test in Südafrika 3 Wickets für 79 Runs, bevor er im dritten insgesamt sieben Wickets (4/78 & 3/67) und im vierten Spiel neun Wickets (5/83 & 4/58) erzielte. Im letzten Spiel gelang ihm auch mit 50 Runs sein erstes Fifty als Batter. Im Dezember 2018 war es der dritte Test, bei dem er mit insgesamt neun Wickets (3/72 und 6/27) sowie einem Fifty über 62 Runs herausstechen konnte. Kurz darauf folgte eine Test-Serie gegen Sri Lanka, bei dem er nach zehn Wickets (4/39 und 6/23) im ersten Spiel noch ein Mal 3 Wickets für 15 Runs im zweiten erreichte und er als Spieler der Serie ausgezeichnet wurde. Im Februar nahm er dann die erste Position im Test-Bowler-Ranking des Weltverbandes ein, eine Position, die er vier Jahre lang innehaben sollte. Die Saison endete dann mit einer ODI-Serie in Indien, wo ihm vier (4/29), drei (3/37) und fünf (5/70) und einer weiteren gegen Pakistan, wo er für 3 Wickets für 23 Runs als Spieler des Spiels ausgezeichnet wurde.
Im Sommer folgte dann der Cricket World Cup 2019, bei dem er gegen Afghanistan (3/40) und Pakistan (3/33) jeweils drei Wickets erzielte. Bei den daran anschließenden Ashes konnte er in den fünf Tests insgesamt sechs Mal drei Wickets (3/84, 3/61, 3/35, 3/23, 3/60 und 3/84) und zwei Mal vier Wickets (4/32 und 4/43) erzielen. Die Saison 2019/20 begann mit einer Tour gegen Pakistan, wo er zwei Mal drei Wickets (3/60 und 3/83) erreichte. Bei der Auktion für die Indian Premier League 2020 konnte er mit 15,5 Crore INR (ca. 2,2 Millionen US-Dollar) von den Kolkata Knight Riders den höchsten Preis erzielen. Dem folgte eine Test-Serie gegen Neuseeland, wobei ihm ein Five-for (5/28) im zweiten Spiel und drei Wickets (3/44) im dritten gelangen. In der ODI-Serie konnte er dann drei Wickets (3/25) erreichen, ebenso wie in Südafrika (3/45). Im August 2020 wurde er zum Vize-Kapitän des australischen Teams ernannt. Nach der Pause auf Grund der COVID-19-Pandemie kam Indien nach Australien. Dabei erreichte er insgesamt sieben Wickets (3/48 & 4/21) im ersten Test und im dritten und vierten Test jeweils vier Wickets (4/29 und 4/55). Für diese Leistungen wurde er als Spieler der Serie ausgezeichnet. In der ODI-Serie gelangen ihm dann noch ein Mal drei Wickets (3/67).

### Aufstieg zum Kapitän
Er wurde dann für den ICC Men’s T20 World Cup 2021 nominiert und konnte gegen Sri Lanka 2 Wickets für 34 Runs erzielen. Australien sicherte sich später den Weltmeistertitel bei diesem Turnier. Im November wurde er dann nach dem Rücktritt von Tim Paine zum Test-Kapitän des Teams berufen. Bei den Ashes 2021/22 gegen England begann er mit 5 Wickets für 38 Runs im ersten Test. Im dritten Spiel folgten dann drei (3/36) und im fünften insgesamt sieben Wickets (4/45 & 3/42). Im März 2022 reiste er dann mit dem Team nach Pakistan und konnte dort im dritten Test insgesamt acht Wickets (5/56 & 3/23) erreichen, womit er den Serien-Sieg sicherte und als Spieler des Spiels ausgezeichnet wurde. Die Indian Premier League 2022 im Mai musste er dann vorzeitig nach einer Hüftverletzung abbrechen. Im Juni war er dann wieder bei der ODI-Serie in Sri Lanka dabei und konnte dort 4 Wickets für 35 Runs erreichen. Beim ICC Men’s T20 World Cup 2022 waren dann 2 Wickets für 28 Runs gegen Irland seine beste Leistung. Nach dem Turnier gelangen ihm drei Wickets (3/62) in der ODI-Serie gegen England, etwas was ihm auch im ersten Test gegen die West Indies (3/34) gelang. Auch wurde er als Nachfolger von Aaron Finch zum ODI-Kapitän benannt. Im Dezember folgte eine Test-Serie gegen Südafrika, bei der er 5 Wickets für 42 Runs im ersten Test und 3 Wickets für 60 Runs im dritten erreichte. Im Sommer führte er dann das Team zum Sieg im Finale gegen Indien bei der ICC World Test Championship 2021–2023 und erzielte dabei 3 Wickets für 83 Runs. Bei den Ashes gelangen ihm dann vier Wickets (4/63) im ersten, drei weitere (3/69) im zweiten Test und im dritten Spiel der Serie dann sechs Wickets (6/91). Jedoch brach er sich im letzten Test der Serie sein Handgelenk und musste mehrere Wochen pausieren. Daraufhin führte er das australische Team zum Cricket World Cup 2023.